# Grigoris Makos
Grigoris Makos (gr. Γρηγόρις Μάκος, ur. 18 stycznia 1987 w Atenach) – grecki piłkarz grający na pozycji defensywnego pomocnika.

## Kariera klubowa
Makos jest wychowankiem klubu Iliupoli. W 2000 roku w wieku 13 lat przeszedł do Panioniosu GSS. W 2003 roku stał się członkiem pierwszego zespołu. 23 maja 2004 roku zadebiutował w Alpha Ethniki w wygranym 3:1 domowym spotkaniu z AO Proodeftiki. Był to jego jedyny mecz w barwach Panioniosu w sezonie 2003/2004, ale już od następnego Makos był podstawowym zawodnikiem zespołu. 1 października 2005 strzelił pierwszego gola w lidze, w meczu z Lewadiakosem (2:3). W 2006 roku został mianowany kapitanem Panioniosu. W klubie tym występował do końca sezonie 2008/2009. W barwach Panioniosu rozegrał 130 meczów i zdobył 5 bramek.
W 2008 roku Makos przeszedł do AEK Ateny, z którym podpisał pięcioletni kontrakt. Kosztował 860 tysięcy euro. W sezonie 2010/2011 zdobył z AEK Puchar Grecji.
W 2012 roku Makos został zawodnikiem TSV 1860 Monachium. Z kolei w 2013 roku przeszedł do Anorthosisu Famagusta. W 2015 został zawodnikiem klubu Panetolikos GFS.
| Sezon   | Klub                 | Kraj   | Rozgrywki                 | Mecze | Bramki |
| ------- | -------------------- | ------ | ------------------------- | ----- | ------ |
| 2003/04 | Panionios GSS        | Grecja | Alpha Ethniki             | 1     | 0      |
| 2004/05 | Panionios GSS        | Grecja | Alpha Ethniki             | 24    | 0      |
| 2005/06 | Panionios GSS        | Grecja | Alpha Ethniki             | 23    | 3      |
| 2006/07 | Panionios GSS        | Grecja | Alpha Ethniki             | 27    | 1      |
| 2007/08 | Panionios GSS        | Grecja | Alpha Ethniki             | 27    | 0      |
| 2008/09 | Panionios GSS        | Grecja | Alpha Ethniki             | 28    | 1      |
| 2009/10 | AEK Ateny            | Grecja | Alpha Ethniki             | 21    | 0      |
| 2010/11 | AEK Ateny            | Grecja | Alpha Ethniki             | 27    | 0      |
| 2011/12 | AEK Ateny            | Grecja | Alpha Ethniki             | 28    | 2      |
| 2012/13 | TSV 1860 Monachium   | Niemcy | 2. Bundesliga             | 11    | 0      |
| 2013/14 | Anorthosis Famagusta | Cypr   | Protathlima A’ Kategorias | 24    | 0      |
| 2014/15 | Anorthosis Famagusta | Cypr   | Protathlima A’ Kategorias | 27    | 1      |
| 2015/16 | Panetolikos GFS      | Grecja | Superleague Ellada        | 28    | 0      |

## Kariera reprezentacyjna
W latach 2006–2008 Makos występował w reprezentacji Grecji U-21 i był jej kapitanem. Rozegrał w niej 17 meczów i zdobył 3 gole. W dorosłej reprezentacji Grecji zadebiutował 13 lutego 2008 roku w wygranym 1:0 towarzyskim spotkaniu z Czechami.